# Poradnictwo obywatelskie
Poradnictwo obywatelskie – polega na  informowaniu ludzi (w formie indywidualnej lub grupowej) o przysługujących im prawach oraz spoczywających na nich obowiązkach, w zakresie istotnym dla rozwiązania jego problemu oraz pomoc w wyborze optymalnego rozwiązania.
Poradnictwo ma na celu udzielenie osobie zwracającej się o taką pomoc, wsparcia w osiągnięciu optymalnego dostosowania społecznego, zawodowego, socjalnego w oparciu o analizę sytuacji, przedstawienie różnorodnych ścieżek postępowania i przejrzenie ich korzyści i wad.
Realizowane jest na przykład przez pracowników socjalnych.

## Zakres spraw poradnictwa
Poradnictwo obywatelskie najczęściej jest realizowane w zakresie zagadnień:
1. mieszkaniowych,
2. rodzinnych,
3. świadczeń socjalnych,
4. świadczeń z ubezpieczenia społecznego,
5. zatrudnienia i bezrobocia,
6. imigracji/ repatriacji,
7. finansowych,
8. niepełnosprawności,
9. obywatela a instytucji,
10. pozbawienia wolności,
11. spadkowych,
12. konsumenckich,
13. stosunków międzyludzkich,
14. własności[2].